# L'última estació
L'última estació (títol original en anglès, The Last Station) és un drama biogràfic de 2009 dirigit per Michael Hoffman i basat en l'últim any de la vida de Lleó Tolstoi. La pel·lícula aborda amb astúcia el problema dels drets d'autor que, en aquest cas, protegeixen les obres d'un dels millors escriptors de la literatura russa.
La pel·lícula va estar nominada als Oscars de 2010 per les superbes interpretacions de Christopher Plummer, en el rol de Tolstoi, i de Helen Mirren, com a muller seva, Sofia.

## Argument
Després de quasi cinquanta anys de matrimoni, la Comtessa Sofia, muller devota, musa i col·laboradora de Lev Tolstoi, descobreix de cop que el seu món es trastoca. El seu marit renuncia -en nom de la nova religió que ell mateix acaba de crear-, al seu títol nobiliari, a les seves propietats i, fins i tot, a la seva família en favor de la pobresa, el vegetarianisme i el celibat.
Sofia, a més, es consumeix d'indignació quan pressent que el lleial assessor de Tolstoi, Vladimir Chertkov, a qui ella menysprea, pot haver convençut el seu marit de fer un nou testament. El document donaria els drets de les seves obres al poble rus en comptes de donar-los a la seva pròpia família. Davant d'això, Sofia intentarà per totes les maneres possibles fer canviar d'opinió a Lev i mantenir en el llegat familiar el que ella considera que els correspon. Malauradament, el seu difícil comportament facilitarà encara més la tasca de Chertkov.

## Repartiment
| Intèrpret           | Personatge        |
| ------------------- | ----------------- |
| Christopher Plummer | Lleó Tolstoi      |
| Helen Mirren        | Sófia Tolstaia    |
| James McAvoy        | Valentin Bulgakov |
| Paul Giamatti       | Vladimir Chertkov |
| Anne-Marie Duff     | Sasha Tolstoi     |

## Premis[2]
Oscar
- Nominada per: 
  - Millor Actor Secundari, Christopher Plummer
  - Millor Actriu, Helen Mirren

Globus d'Or
- Nominada per: 
  - Millor Actriu Dramàtica, Helen Mirren
  - Millor Actor Secundari, Christopher Plummer

Festival de Cine de Roma
- Guanyadora per: 
  - Millor Actriu per Helen Mirren